# Dicistroviridae
Famille
Genres de rang inférieur
- Cripavirus
- Iflavirus ?

Les Dicistroviridae (ou dicistroviridés ou dicistrovirus) sont une famille de virus à ARN à simple brin de sens positif, appartenant au groupe IV. Ils infectent des insectes, parmi lesquels les pucerons, les cicadelles, les diptères, les abeilles, les fourmis. De nombreux dicistrovirus, comme Triatoma virus, furent initialement rangés parmi les Picornaviridae. La famille des Dicistroviridae contient le genre Cripavirus. La position du genre Iflavirus est douteuse.

## Espèces notables
Du genre Cripavirus :
- Aphid lethal paralysis virus (ALPV)
- Black Queen Cell Virus (BQCV), « virus de la cellule noire de reine », un virus de l'abeille européenne
- Cricket paralysis virus (CrPV) « Virus de la paralysie du criquet »
- Drosophila C virus, « Virus C de la drosophile »
- Himetobi P virus (HiPV)
- Plautia stali intestine virus (PSIV)
- Rhopalosiphum padi virus (RhPV)
- Triatoma virus (TrV), « virus du Triatoma »

## Dicistroviridae incertae sedis
Les dicistrovirus qui suivent sont « incertae sedis », c'est-à-dire de position taxinomique incertaine, aucun genre ne leur ayant encore été assigné.
- Acute bee paralysis virus (ABPV) ou (APV), un virus de l'abeille européenne
- Kashmir bee virus (KBV), « virus cachemirien de l'abeille », un virus de l'abeille européenne
- Solenopsis invicta virus 1 (SINV-1), un virus de la fourmi de feu rouge
- Taura syndrome virus (TSV), « virus du syndrome de Taura », un virus de la crevette, particulièrement de la crevette à pattes blanches

Les espèces suivantes sont classées parmi les Dicistroviridae à titre provisoire :
- Acheta domesticus virus (ADV)
- Blackberry virus Z
- Cloudy wing virus
- Ervivirus
- Homalodisca coagulata virus-1 (HoCV-1), un virus de la mouche pisseuse
- Israel acute paralysis virus (IAPV), « virus israélien de la paralysie aiguë », un virus de l'abeille européenne, peut-être partiellement responsable du syndrome d'effondrement des colonies d'abeilles constaté depuis la fin des années 1990.

## Référence biologique
- (en) ICTV : Dicistroviridae  (consulté le 1er février 2021)